# Міст Цуносіма
Міст Цуносіма (яп. 角島大橋) — міст, розташований у префектурі Ямагуті, Японія, що має довжину 1780 метрів і сполучає острів Цуносіма з основною частиною Японії. Він є другим за довжиною мостом у країні.

## Опис
Міст Цуносіма перетинає протоку Амагасето в Японському морі, з'єднуючи острів Цуносіма з основною частиною країни. Його довжина складає 1780 метрів, що робить його другим за довжиною мостом в Японії після Акасі Кайке.
Міст Цуносіма відомий своєю характерною вигнутою формою: він йде прямо, оскільки починається від основної частини Японії, а потім згинається, коли проходить повз безлюднийо острів Хатосіма, розташований в протоці. Оскільки цей безлюдний острів знаходиться на території національного парку Кіта-Нагато Кайган , міст був навмисно вигнутий, щоб уникнути проїзду через Хатосіма, і це дозволило зберегти природне середовище острова. Висота мосту також була обмежена, щоб зберегти ландшафт навколишньої місцевості.

## Історія
До будівництва мосту острів Цуносіма та основна Японія були пов'язані поромом, який здійснював сім щоденних рейсів туди та назад. Пором часто відкладався і скасовувався через негоду, особливо взимку; в 1983 приблизно 100 жителів острова сформували групу, щоб виступити за будівництво мосту на острів, де мешкає близько 2 тис. людей. Будівництво мосту Цуносіма почалося лише через 10 років, у вересні 1993 року, а відкрився він у 2000 році.
В 2003 міст був удостоєний нагороди «Excellence Award» Японського товариства інженерів-будівельників за його екологічно безпечний дизайн.

## Панорама

Панорама мосту Цуносіма із боку основної частини Японії.